# Moosbach (Ammer)
Der Moosbach ist ein Bach in Oberbayern. Er entsteht aus Gräben westlich unterhalb der Hörnlehütte und fließt in weitgehend westlicher Richtung bis zum Rand des Kochelfilzes und dann südwestlich weiter bis zur Mündung in die Ammer.